# Upplands runinskrifter 484
Upplands runinskrifter 484 är en runsten i Kasby, Lagga socken i Uppland. Den står cirka 300 meter in på vänstra sidan om infarten till Kasby. Infartens början är markerad med ytterligare två runstenar: U 482 och U 483.

## Inskriften
Runorna är välskrivna och mycket tydliga. De har ett jämnt och ganska brett avstånd till varandra. Det saknas bara en liten del av inskriften vid den skadade spetsen. Troligen är det inte mer än de två runorna i prepositionen at som fallit bort. I mitten av stenen finns en välformad triquetra. 

### Inskriften i runor

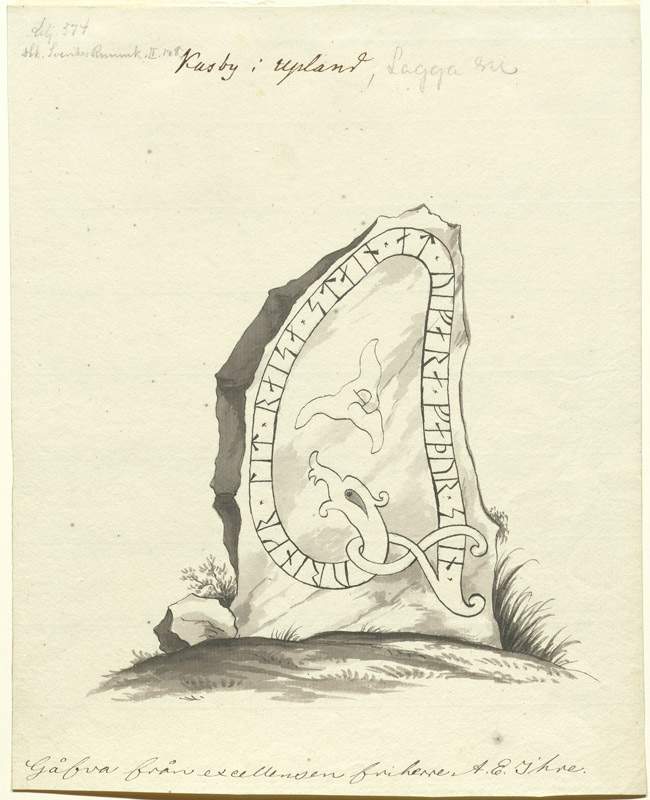
Lavering troligen från 1700-talet.

ᚢᚱᛁᛅᚴᚱ᛫ᛚᛁᛏ᛫ᚱᛅᛁᛋᛅ᛫ᛋᛏᛅᛁᚾ
(skadad spets)
ᚢᛁᚠᛅᚱᛅ᛫ᚠᛅᚦᚢᚱᛋᛁᚾ
Translitterering av runraden:
× yrinkr × lit × raisa × stain [× at ×] uifara × faþur sin ×
Normalisering till runsvenska:
Øringʀ let ræisa stæin at Viðfara, faður sinn.
Översättning till nusvenska:
Öring lät resa stenen efter Vidfare, sin fader.

## Historia
Fram till 1800-talet stod stenen nere vid Kasby å på andra sidan vägen. Under 1800-talet flyttades stenen till sin nuvarande plats och användes där tidigare som grindstolpe, liksom U 482 och U483 i närheten. Stenen har använts som grindstolpe. På nordvästra sidan av stenen finns ett borrhål.